# Карпов, Семён Карпович
Семён Карпович Карпов —  воевода во времена правления Ивана III Васильевича.
Из дворянского рода Карповы, ветви Рюриковичи. Младший сын Карпа Фёдоровича Карпова, родоначальника рода, давшего фамилию роду, но князем уже не писавшемся.

## Биография
В 1489 году упомянут в походе на Вятку. В 1494 году второй воевода войск левой руки при взятии главного города Вятской земли. В 1496 году первый воевода войск левой руки в походе на шведов. В 1497 году первый воевода войск левой руки в походе к Казани. В 1502 году первый воевода Сторожевого полка в походе из Пскова против немцев.

## Семья
Имел братьев:
- Карпов Иван Карпович — первый воевода войск левой руки в походе на вятчан (1489).
- Карпов Фёдор Карпович — послан быть при казанском царе воеводою в Казани (1456).

От брака с неизвестной имел сыновей:
- Карпов Пётр Семёнович.
- Карпов Иван Семёнович Клык Большой — сын боярский и воевода.
- Карпов Иван Семёнович Меньшой — второй воевода Сторожевого полка в Казанском походе 1544 года.
- Карпов Василий Семёнович Ложка  — родоначальник дворянского рода Ложкины, сын боярский (1526) и воевода.